# المناقل
المناقل (به عربی: المناقل) شهری در استان جزیره کشور سودان است که جمعیت آن در سرشماری سال ۱۹۹۳ میلادی ۶۵٫۴۰۵ نفر بوده و در سال ۲۰۰۷ میلادی ۱۴۳٫۰۹۳ نفر تخمین زده شده است.